# No More Ladies
 No More Ladies és una pel·lícula estatunidenca dirigida per Edward Griffith i George Cukor, estrenada el 1935. Segons Andre Sennwald de The New York Times, " malgrat la seva fórmula antiga, no té el mateix glamur que  Crawford a Forsaking All Others. Si és menys furiosament antic que el clàssic, és també una mica menys exitós com a diversió. Amb la brigada d'escriptors que van treballar en el guió, va quedar una mica d'enginy que donen moments d'hilaritat en una extensió de tedi i falsa sofisticació." Time el va definir com un "agradable, enginyós malgastador de temps" descrivint una "varietat de crom blanc de moderns interiors, una confusió de cíniques bromes sobre còctels i cigarrets, [i] les complicacions de l'adulteri." Escrivint per The Spectator, Graham Greene va descriure la pel·lícula com "problema empallegós", "rati de segona", i "transitori", tot i que va elogiar el paper de Ruggles (en el paper d'Edgar Holden).

## Argument
Marcia (Joan Crawford) és una jove de l'alta societat que comparteix la seva casa de Nova York amb la seva àvia alcohòlica, Fanny Townsend (Edna May Oliver). Marcia és una creient ferma que en una parella l'un ha de ser fidel a l'altre, a diferència del seu marit que no ho veu així. Marcia coneix Jim (Franchot Tone), que està d'acord amb ella en el tema de la monogàmia d'una parella. Marcia, tanmateix, decideix perseguir Sherry (Robert Montgomery), que Marcia veu com a repte i busca per curar el marit de la seva naturalesa flirtejadora.

## Repartiment
- Joan Crawford: Marcia Townsend Warren
- Robert Montgomery: Sheridan Warren
- Charles Ruggles: Edgar Holden
- Franchot Tone: Jim 'Jimsy Boysie' Salston
- Edna May Oliver: Sra. Fanny 'Àvia' Townsend
- Gail Patrick: Therese Germane
- Reginald Denny: Oliver Allen
- Vivienne Osborne: Lady Diana Knowleton
- Joan Fontaine: Caroline 'Carrie' Rumsey
- Arthur Treacher: Lord 'Ducky' Knowleton
- David Horsley: M. James McIntyre Duffy
- Jean Chatburn: Sally French
- Donald Ogden Stewart (no surt als crèdits): un borratxo